# Rodrigo Mancha
Rodrigo Mancha (nacido el 16 de junio de 1986) es un futbolista brasileño que se desempeña como centrocampista.
Jugó para clubes como el Coritiba, Santos, Grêmio Barueri, Botafogo, Vitória, Oita Trinita, Sport Recife y Fortaleza.

## Trayectoria

### Clubes
| Club           | País   | Año         |
| -------------- | ------ | ----------- |
| Coritiba       | Brasil | 2005 - 2009 |
| Santos         | Brasil | 2009 - 2011 |
| Grêmio Barueri | Brasil | 2010        |
| Botafogo       | Brasil | 2011        |
| Vitória        | Brasil | 2011 - 2013 |
| Oita Trinita   | Japón  | 2013        |
| Sport Recife   | Brasil | 2014 - 2017 |
| Fortaleza      | Brasil | 2017        |